# Ntlhantlhe
Ntlhantlhe – wieś w Botswanie w dystrykcie Southern. Według spisu ludności z 2011 roku wieś liczyła 2342 mieszkańców.